# Ahmed Naser Al-Raisi
Ahmed Naser Al-Raisi (àrab: أحمد ناصر الريسي, Aḥmad Nāṣir ar-Raysī) és un militar i policia emiratià, que exerceix la presidència de l'Organització Internacional de Policia Criminal (Interpol) des de 2021.

## Primers anys i educació
Segons la seva pàgina web, el 1980 es va incorporar al cos de policia d'Abu Dhabi com a membre de la «branca d'alarmes antirobatori». Va ascendir en l'escalafó fins a convertir-se el 2005 en director general d'operacions centrals. El 1986 va obtenir una llicenciatura en Informàtica a la Universitat d'Otterbein, el 2004 un diploma en gestió policial a la Universitat de Cambridge, el 2010 un MBA per la Universitat de Coventry i el 2013 el doctorat a la Universitat Metropolitana de Londres.
És coautor del llibre Social & security impact of the internet, publicat el 2009 per l'Emirates Center For Strategic Studies and Research.

## Trajectòria professional
El 2015 va ser nomenat inspector general del Ministeri de l'Interior dels Emirats Àrabs Units i el 2018 va exercir un paper clau en la detenció de Matthew Hedges, un acadèmic britànic acusat d'espionatge pel país àrab. Les organitzacions de drets humans afirmen que Al-Raisi supervisa un aparell de seguretat estatal «notòriament abusiu», que ha fet un mal ús del sistema de notificacions vermelles de la Interpol.
És membre del comitè executiu de la Interpol i ha estat delegat d'Àsia des de 2018.

### Candidatura a la presidència d'Interpol
El 2022 va ser el candidat oficial emiratià per a succeir a Kim Jong Jang com a president de la Interpol. Acusat de presidir la tortura, la seva candidatura va ser condemnada enèrgicament per grups de drets humans. Una coalició de 19 grups de drets humans, entre ells Human Rights Watch i el Centre del Golf per als Drets Humans, va escriure una carta oberta a la Interpol desaconsellant el seu nomenament. Un informe de David Calvert-Smith, exfiscal en cap del Regne Unit, va afirmar que Al-Raisi no era apte per al lloc. Matthew Hedges va demanar als membres de la Interpol que no el consideressin per al càrrec.
El juny de 2021, el Centre del Golf de Drets Humans va presentar una denúncia penal a París contra Al-Raisi. La denúncia l'acusava de ser responsable de la tortura d'Ahmed Mansoor, un destacat dissident dels Emirats Àrabs Units detingut el 2017.
De manera inusual per a un procés normalment opac, els Emirats Àrabs Units van promocionar a Al-Raisi organitzant els seus viatges als països membres de la Interpol per a aconseguir suports, mentre se'l considerava un «pària internacional».
La detenció d'Al-Raisi va ser reclamada en múltiples països. Rodney Dixon, l'advocat de Matthew Hedges i Ali Ahmad, va plantejar una reclamació a la policia sueca perquè detingués a Al-Raisi a la seva arribada al país, en el marc de la gira de campanya abans de les votacions. Hedges i Ahmad van formular una petició similar a les autoritats policials noruegues demanant-los ajuda i que aprofitessin la visita d'Al-Raisi per a detenir-lo, si s'obria una recerca.
El novembre de 2021, tres membres del parlament alemany van publicar una declaració conjunta en la qual afirmaven que l'elecció d'Al-Raisi posaria en perill la reputació de la Interpol i que el nomenament violaria l'article segon de la llei bàsica de l'organització. Trenta-cinc legisladors francesos van demanar a Emmanuel Macron que s'oposés a la candidatura d'Al-Raisi en una carta. Els Emirats Àrabs Units van rebutjar les preocupacions dels diputats alemanys i van dir que estaven orgullosos de ser «un dels països més segurs del món».

### Elecció
L'elecció va tenir lloc a Istanbul el 25 de novembre i Al-Raisi es va enfrontar a Šárka Havránková, vicepresidenta de la Interpol. Al-Raisi va guanyar després de tres rondes de votació i va ser triat per a un mandat de quatre anys amb prop del 69% dels vots. Va ser el primer candidat d'Orient Mitjà a ser elegit president.
Els Emirats Àrabs Units són el segon major contribuent al pressupost de la Interpol, la qual cosa va donar lloc a acusacions que van comprar el resultat de l'elecció. El paper a temps parcial d'Al-Raisi serà principalment cerimonial, un fet que la Interpol ha destacat en repetides ocasions. No obstant això, Al-Raisi sembla estar disposat a canviar la política de la Interpol. La seva promesa electoral d'augmentar l'ús de la tecnologia moderna va ser vista per alguns com una referència a les eines de vigilància electrònica utilitzades pels règims autoritaris. Ulrich Schmid, periodista del Neue Zürcher Zeitung, va qualificar la seva elecció com un motiu de celebració per als països autoritaris, ja que erosionaria encara més la posició dels drets humans en les organitzacions internacionals. Ruth Michaelson, de The Guardian, va qualificar l'elecció com una «gran victòria de poder tou» per als Emirats Àrabs Units.

### Presidència de la Interpol
El gener de 2022, Al Raisi va visitar per primera vegada la seu de la Interpol a Lió.
William Bourdon, advocat que representa a l'activista pels drets humans Ahmed Mansoor, va presentar una denúncia per tortura contra Al-Raisi davant un tribunal de París, en virtut del principi de jurisdicció universal. Detingut en règim d'aïllament, Mansoor havia estat qualificat de pres de consciència per Amnistia Internacional. Els advocats de Matthew Hedges i Ali Issa Ahmad, que havien acusat Al-Raisi de tortura, també van presentar una denúncia penal davant els jutges d'instrucció de la unitat judicial especialitzada en crims contra la humanitat i crims de guerra del tribunal de París.
El 25 de gener de 2022, les autoritats sèrbies van extradir a un dissident de Bahrain, Ahmed Jaafar Mohamed Ali, en cooperació amb la Interpol, ja amb la presidència d'Al-Raisi. La decisió es va produir a pesar que el Tribunal Europeu de Drets Humans havia ordenat ajornar l'extradició fins al 25 de febrer. Sayed Ahmed Alwadaei, director de l'Institut de Bahrain per als Drets i la Democràcia, va declarar que la violació de la decisió del TEDH indica com «es travessen les línies vermelles» amb el lideratge d'Al-Raisi. Va afirmar que la Interpol serà «còmplice de qualsevol abús que sofreixi Ali».
El març de 2022, la fiscalia antiterrorista francesa va obrir una recerca preliminar sobre els actes de barbàrie i tortura d'Al-Raisi. Segons William Bourdon, les acusacions de tortura eren suficients per a aixecar la seva «immunitat diplomàtica», i va afegir que els fiscals francesos haurien d'haver ordenat la seva detenció immediata.
El maig de 2022, Matthew Hedges i Ali Issa Ahmad van declarar davant els jutges d'instrucció de la unitat judicial especialitzada en crims contra la humanitat i crims de guerra del tribunal de París. Els dos exdetinguts van dir al jutge que Al-Raisi era responsable de les tortures a les quals van ser sotmesos mentre estaven detinguts als Emirats Àrabs Units. Ahmad va dir que «la culpa és d'Al-Raisi, ja que era el cap de la policia i del servei penitenciari» i que era conscient del que li ocorria a la presó.